# گریمنج
گِریمُنج یا گِری مُنج روستایی در دهستان نیمبلوک بخش نیمبلوک شهرستان قائنات استان خراسان جنوبی ایران است. در دوران قبل انقلاب نام این روستا گَبریمُنج بود که اشاره به تاریخ (گَبر به زبان گنابادی افرادی با قد و هیکل تنومند و از زرتشتیانی بودند که اسلام را نپذیرفتند که به همین دلیل توسط اعراب گبر که همان معنی کافر و بی خدا می‌دهد نامیده شدند ) این روستا دارد . بر پایه سرشماری عمومی نفوس و مسکن در سال ۱۳۹5 جمعیت این روستا 878نفر (در 265خانوار) بوده‌است.